# Vilanova d'Alcolea
Pour les articles homonymes, voir Alcolea.
Vilanova d'Alcolea, en valencien et officiellement (Villanueva de Alcolea en castillan), est une commune d'Espagne de la province de Castellón dans la Communauté valencienne. Elle est située dans la comarque de Plana Alta et dans la zone à prédominance linguistique valencienne.

## Patrimoine

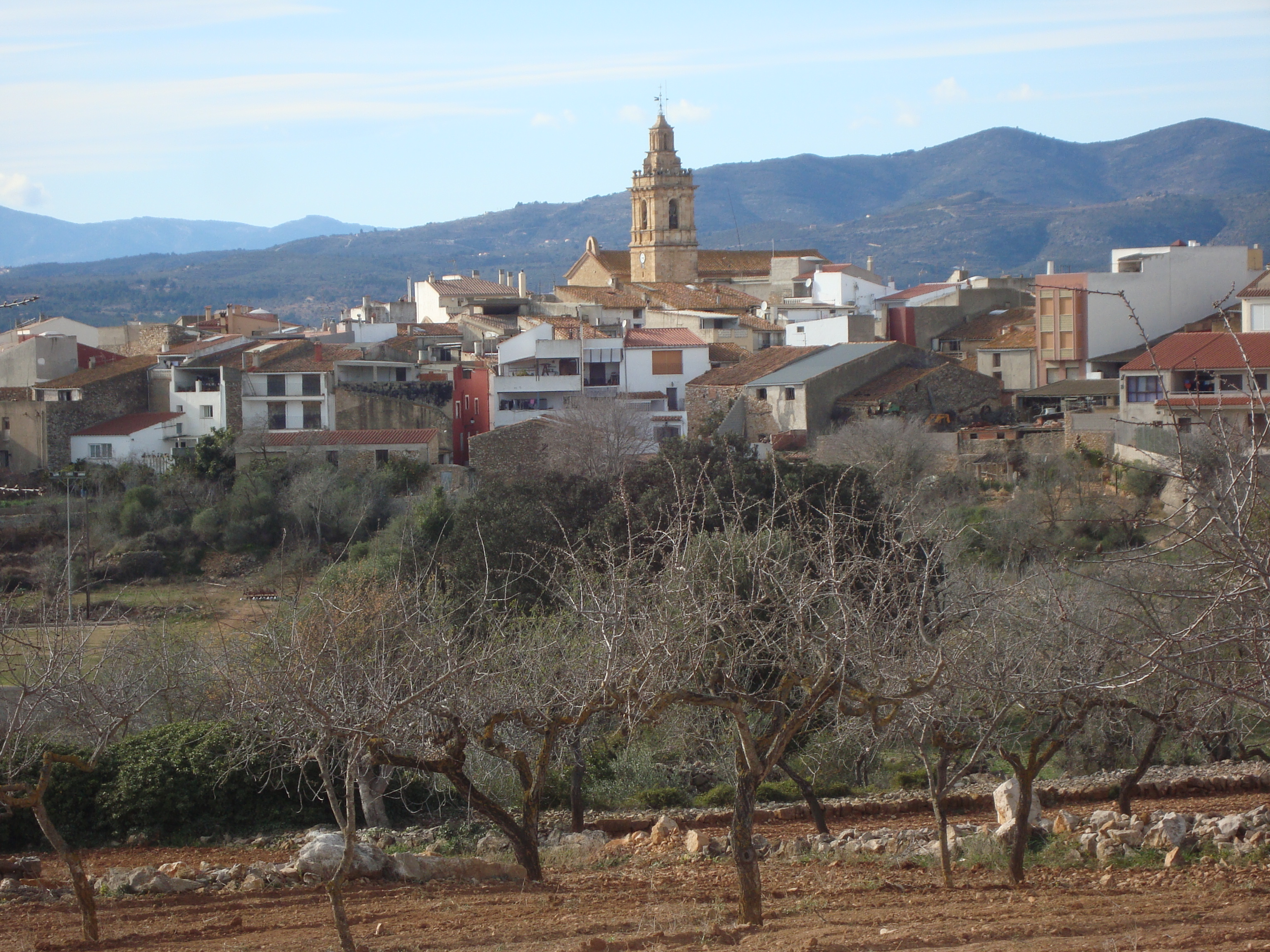
Vilanova d'Alcolea

### Lien externe

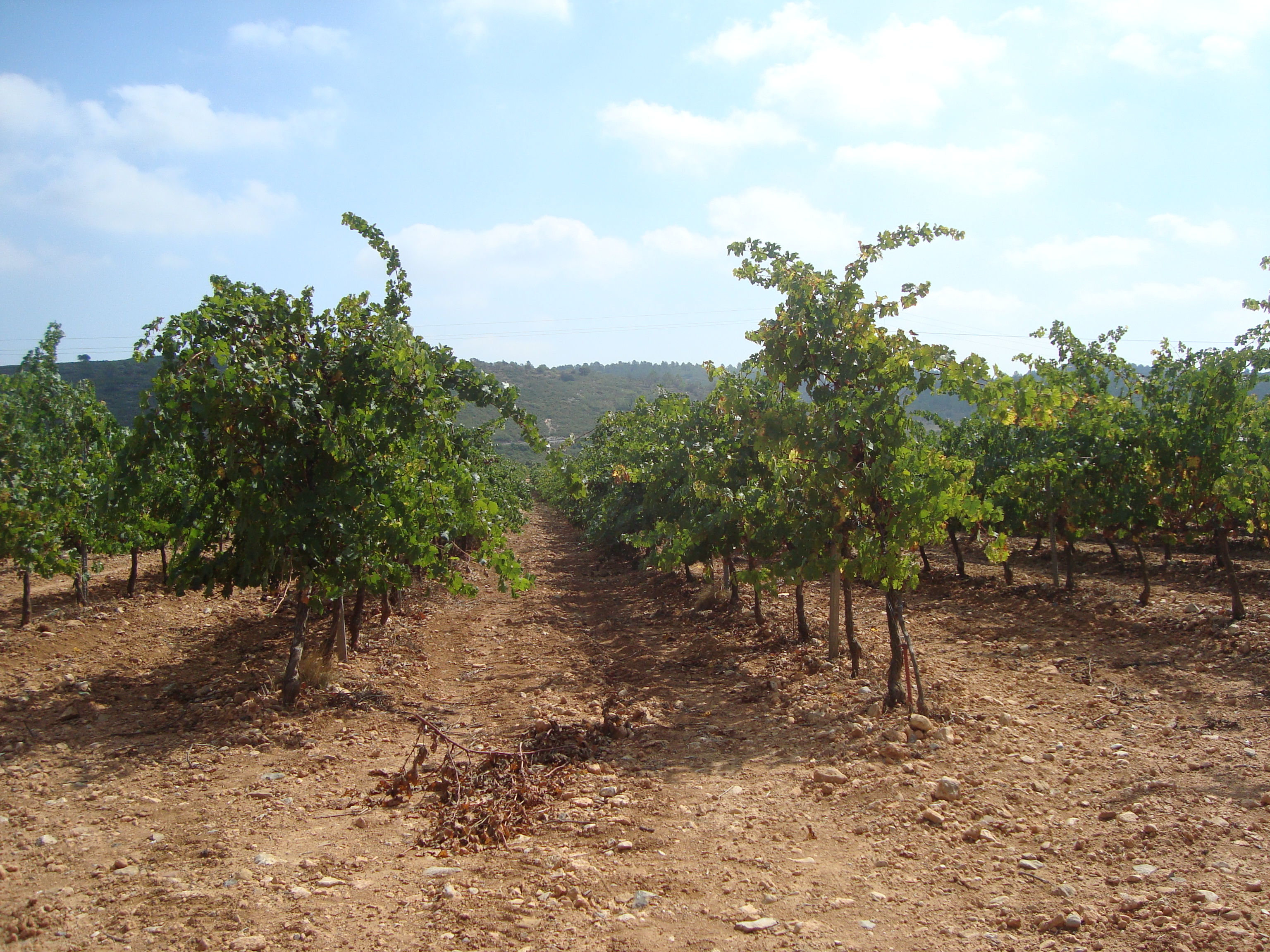
Vigne (Vilanova d'Alcolea)

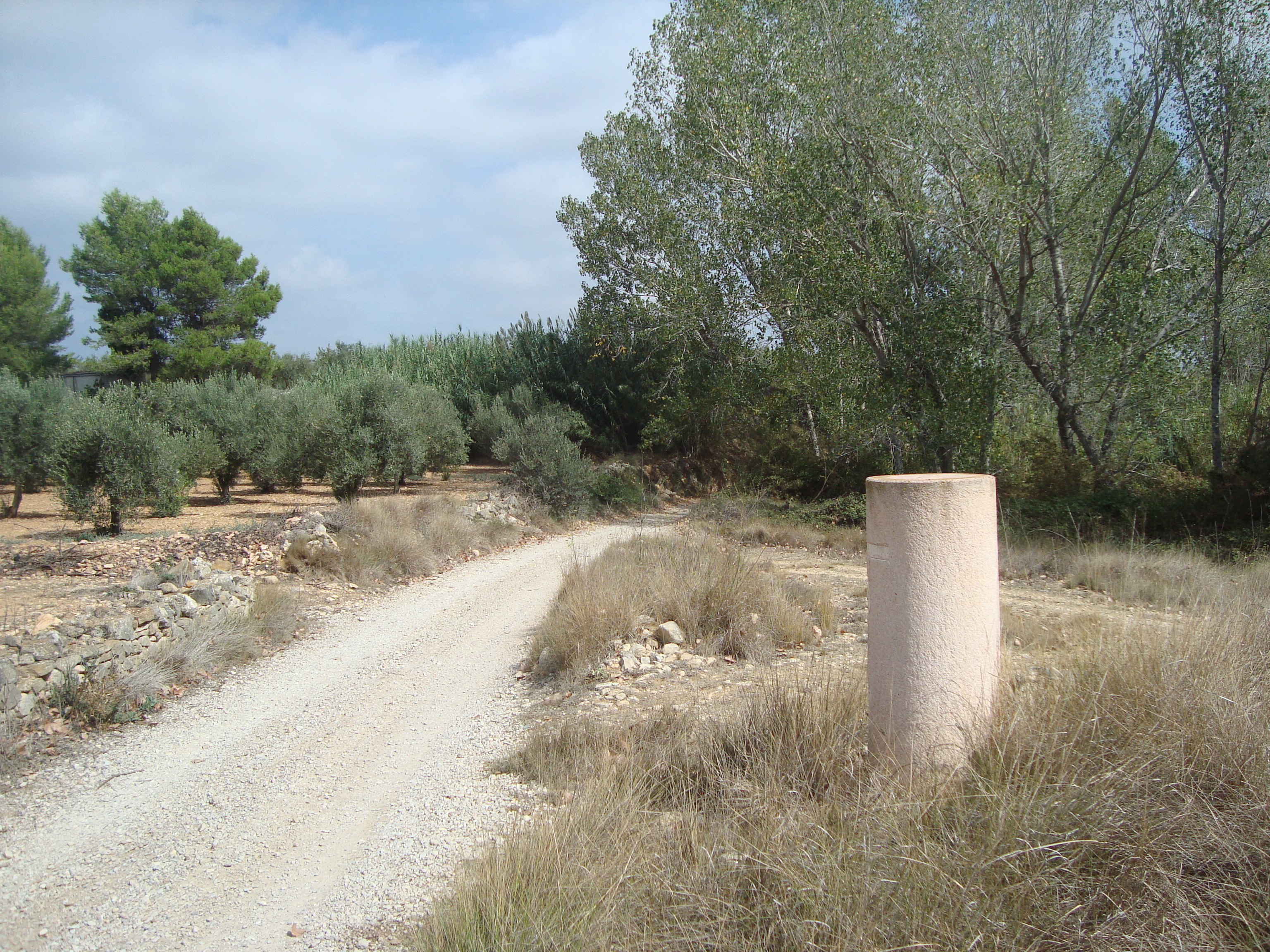
Via Augusta, via romana (Vilanova d'Alcolea)

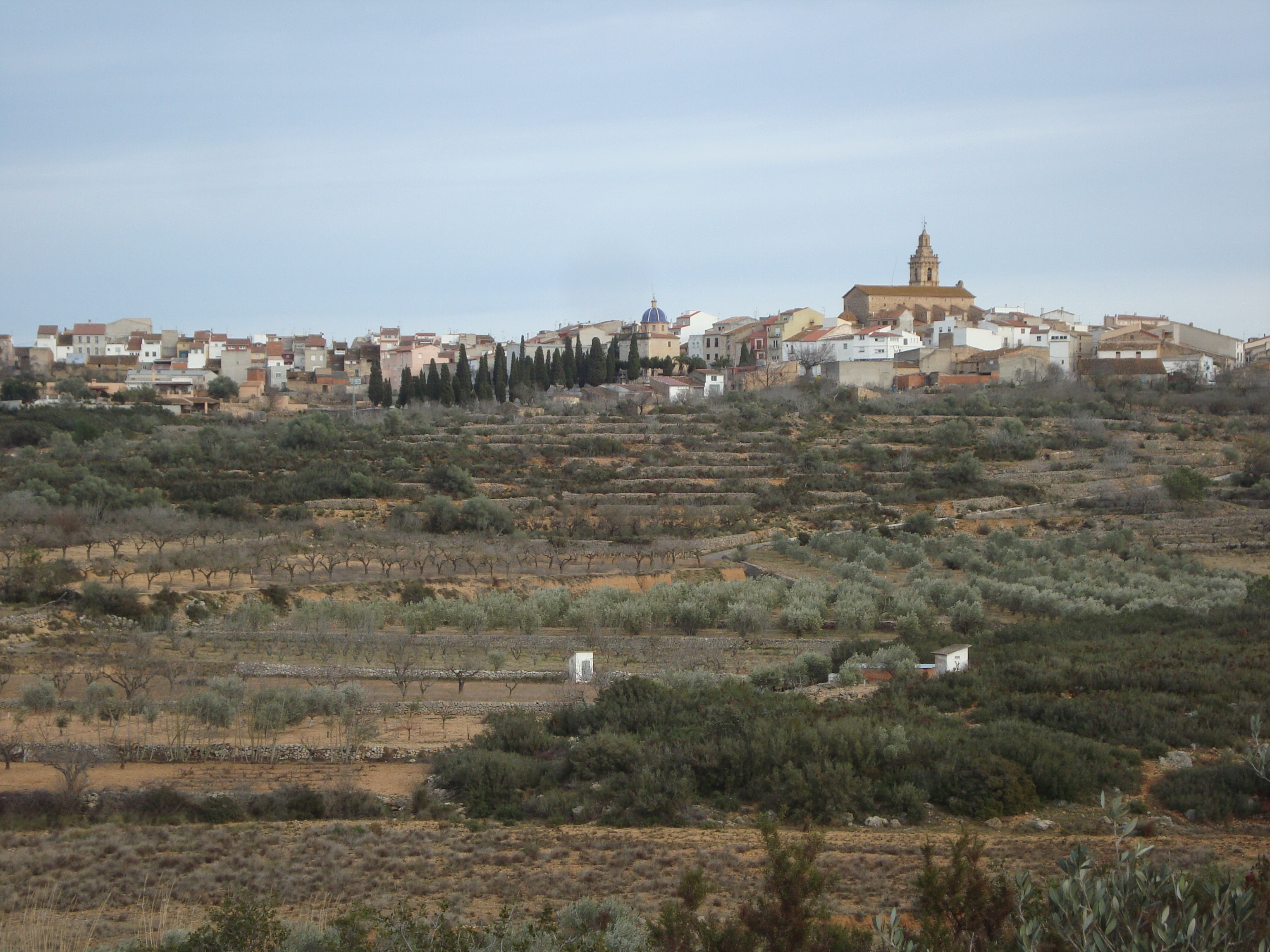
Panoramique (Vilanova d'Alcolea)

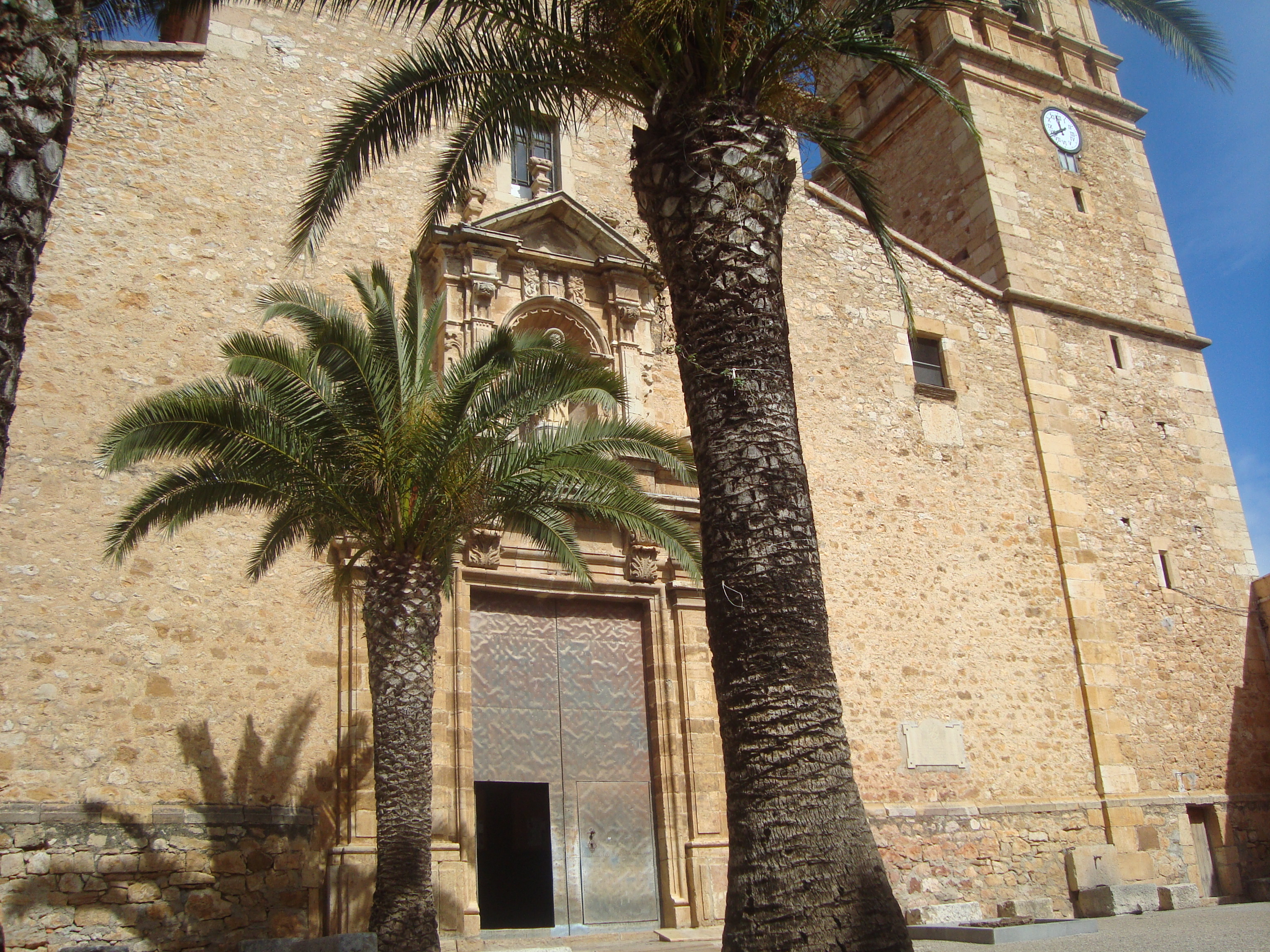
Église de San Bartolomé (Vilanova d'Alcolea)

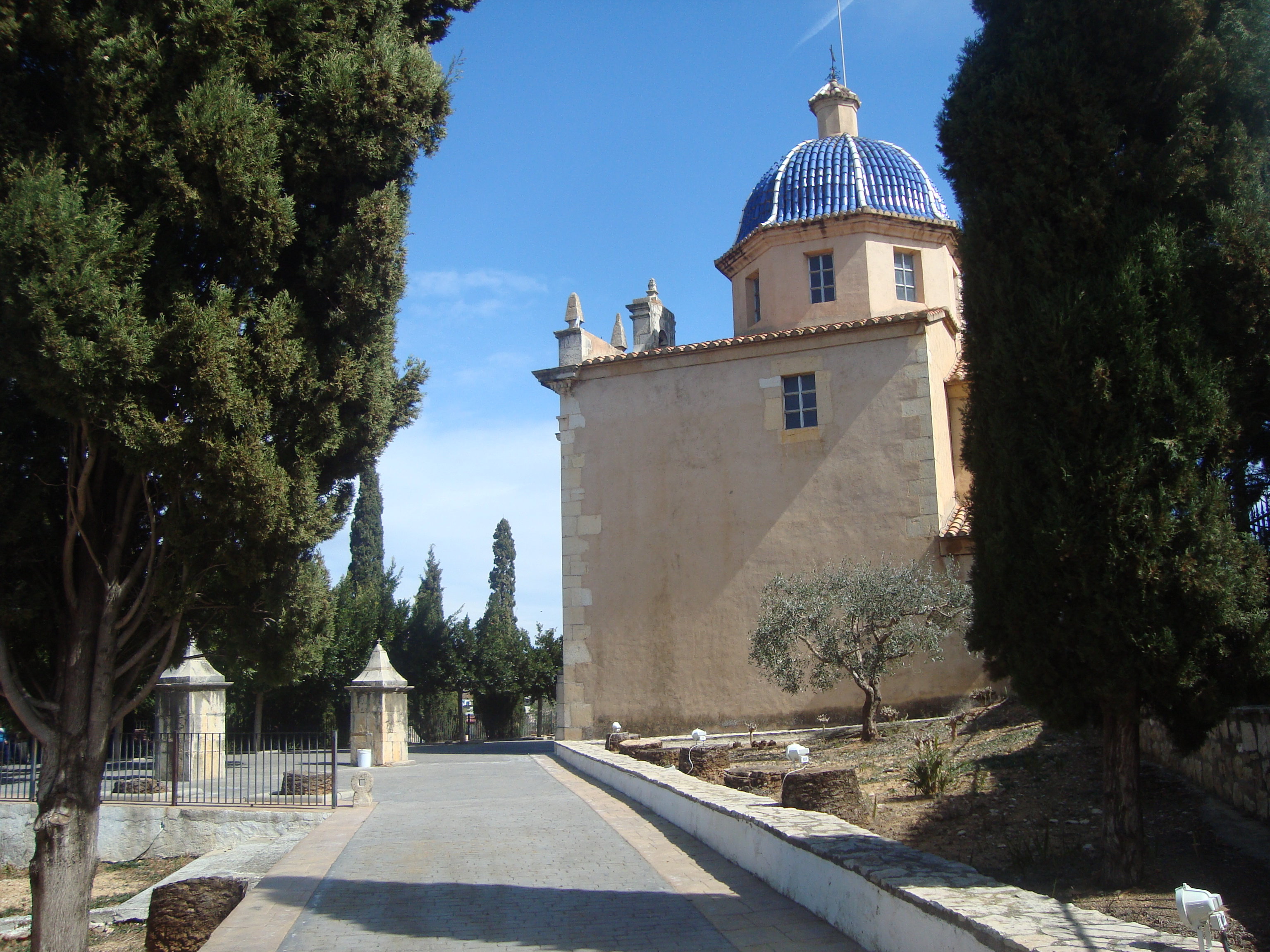
Ermitage del Calvari (Vilanova d'Alcolea)

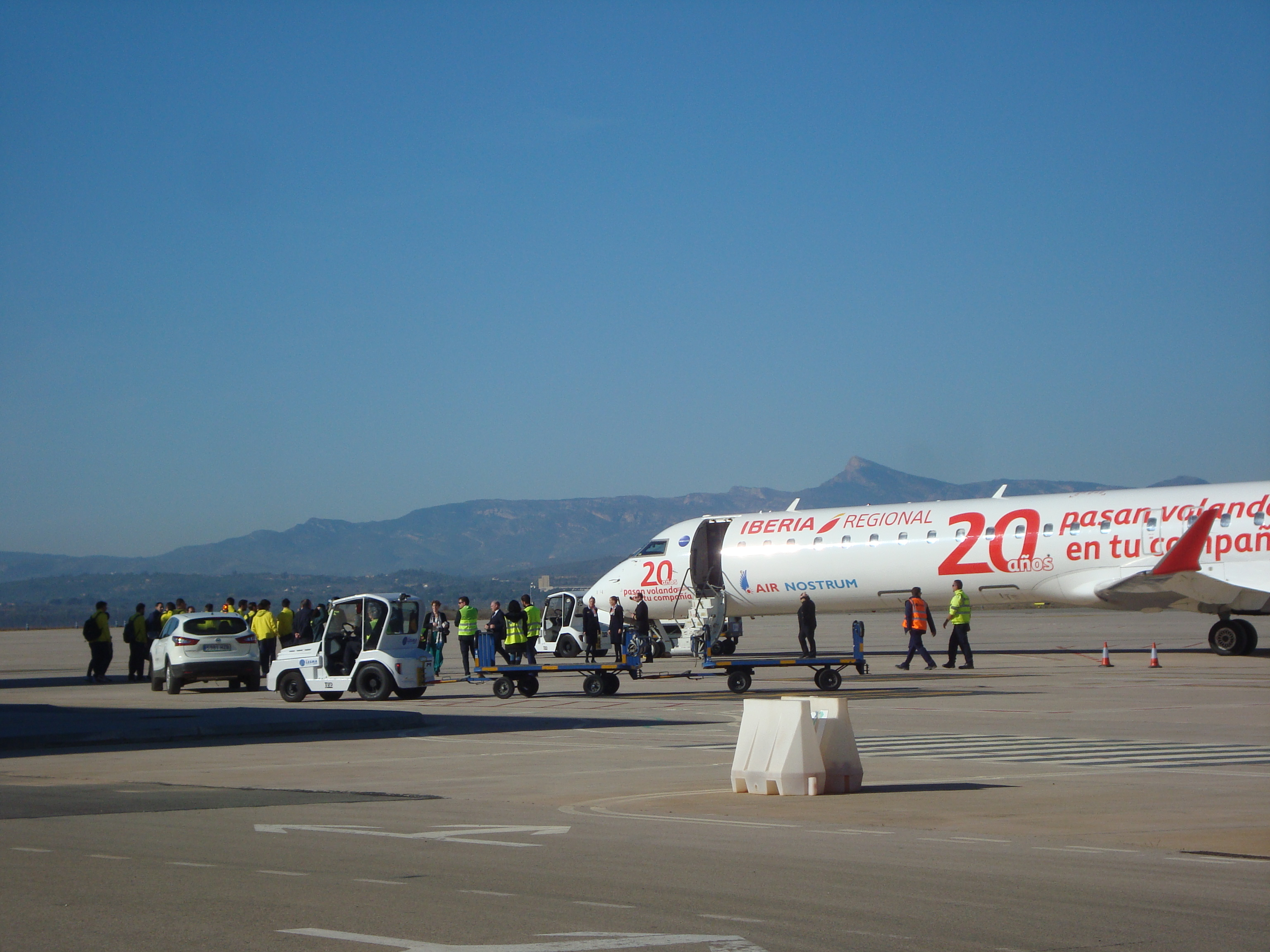
Aéroport Castellón (Vilanova d'Alcolea)

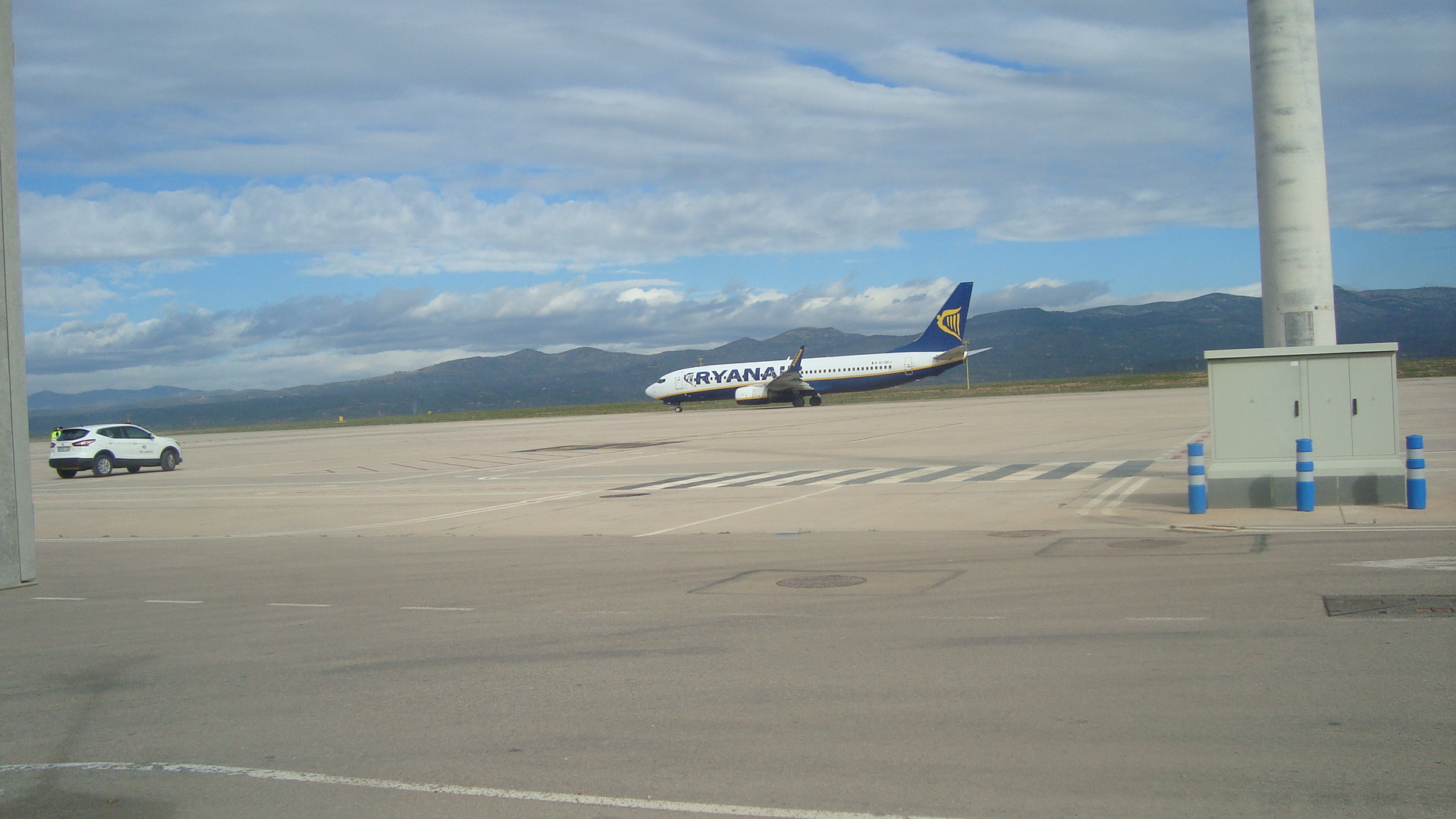
Aeroport de Castellón (Vilanova d'Alcolea)

## Géographie

Localisation de Vilanova d'Alcolea
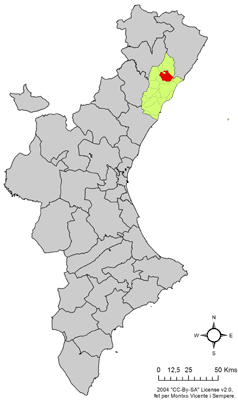
dans la Communauté valencienne.
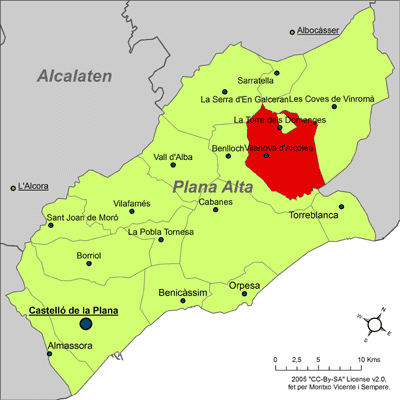
dans la comarque de Plana Alta.